# Сарай-Гир (село)
Сарай-Гир — село в Матвеевском районе Оренбургской области, административный центр сельского поселения Сарай-Гирский сельсовет.

## География
Находится на расстоянии примерно 10 километров на север-северо-запад от районного центра Матвеевка.

## История
Основано в 1739 году крестьянами из Тамбовской губернии. Первоначально поселение именовалось Михайловка, по имени первого переселенца. Затем название изменилось на Сарай-Гир: от тюркского «сары» — жёлтый и «айгыр» — жеребец, согласно легенде, в честь скакуна одного из знатных татар, по кличке коня Сайгир.

## Население
Население составляло 1839 человек в 2002 году (русские 70 %), 1471 по переписи 2010 года.